# Зубченко Юлія Володимирівна
Юлія Володимирівна Зубченко, позивний «Сирена» (12 січня 1995, Світловодськ — 8 травня 2022, Маріуполь) — санітар медичного пункту 2-го батальйону оперативного призначення ОЗСП «Азов». Загинула на «Азовсталі». Нагороджена орденом «За мужність» III ступеня (посмертно).

## Біографія
Юлія Зубченко (дівоче Кравченко) народилася в місті Світловодськ, Кіровоградська область.
Після 9 класів місцевої школи навчалася у Кременчуцькому медичному коледжі та отримала спеціальність фельдшерки.
Здобувши фельдшерський диплом, Юлія поїхала за направленням в село Бакумівка Миргородський район Полтавської області де працювала на посаді завідуючої фельдшерським пунктом. Невдовзі вступила в Харківський національний фармацевтичний університет. Навчалася заочно. Вийшла заміж, народила дитину, але сімейне життя не склалося і вона розлучилася з чоловіком.
У 2019 році здобула фах провізора у Національному фармацевтичному університеті в Харкові.
У грудні 2020 року підписала контракт із Національною гвардією України і приєдналася до ОЗСП «Азов» де служив її друг Максим Кагал. На її бронежилеті було написано «Холодний розум, палке серце».
Мріяла купити квартиру в Маріуполі і перевезти туди свого сина, щоб він пішов в школу. До великої війни мешкала на базі в Урзуфі.
Після повномасштабного вторгнення Сирена була в Маріуполі, допомагала пораненим. Хоча мама просила не їхати туди взагалі, а виїхати закордон. Дівчина ображалася і відповідала, що це її вибір, про який вона не шкодує. Вона ніколи не скаржилася ні на що. Серед побратимів у Юлії був хлопець. Він освідчився дівчині. Юлія вдягла обручку, а незабаром стало відомо, що її коханий безвісти зник. В кінці березня отримала контузію при евакуації поранених. Їхній «польовий шпиталь» переїхав на «Азовсталь» останнім. Сирена не могла кинути своїх підопічних.

## Загибель і вшанування пам'яті
8 травня 2022 року загинула на «Азовсталі» внаслідок влучання авіаційної бомби в бункер, де розташовувався шпиталь.
За 3 тижні до цього 15 квітня 2022 загинув її коханий Андрій Припишний «Шегі» під час прориву на територію заводу «Азовсталь».
У Юлії залишився 7-ми річний син Артем, який пішов у перший клас.
За особисту мужність і самовіддані дії, виявлені у захисті державного суверенітету та територіальної цілісності України, вірність військовій присязі посмертно нагороджена державною нагородою України орденом «За мужність» ІІІ ступеня.
10 березня 2023 відбулося поховання Юлії в Світловодську